# Järnskogen
Järnskogen (Järnveden) – żelazny las – w mitologii nordyckiej mroczny i straszny las w Jotunheim, zamieszkany przez wilki (vargr) i olbrzymki (tu nazywane järnvidjor). Tutaj między innymi przebywają Hati i Angerboda.